# Руцьке сільське поселення
Ру́цьке сільське поселення (рос. Ручское сельское поселение) — муніципальне утворення у складі Усть-Куломського району Республіки Комі, Росія. Адміністративний центр — село Руч.
2017 року до складу поселення була включена територія ліквідованого Анибського сільського поселення (село Аниб, присілок Малий Аниб).

## Населення
Населення — 865 осіб (2017, 975 у 2010, 1254 у 2002, 1472 у 1989).

## Склад
До складу поселення входять такі населені пункти:
| Населений пункт      | Населення, осіб (1989) | Населення, осіб (2002) | Населення, осіб (2010) |
| -------------------- | ---------------------- | ---------------------- | ---------------------- |
| Аниб, село           | 421                    | 286                    | 204                    |
| Лунпока, присілок    | 38                     | 7                      | -                      |
| Малий Аниб, присілок | 5                      | 9                      | 4                      |
| Руч, село            | 1008                   | 952                    | 767                    |